# Acanthogryllus acus
Acanthogryllus acus är en insektsart som beskrevs av Andrej Vasiljevitj Gorochov 1988. Acanthogryllus acus ingår i släktet Acanthogryllus och familjen syrsor. Inga underarter finns listade i Catalogue of Life.